# Bertus Servaas
Bertus Jan-Willem Servaas (ur. 12 lipca 1963 w Zaanstad) – polski przedsiębiorca narodowości holenderskiej, były prezes klubu piłki ręcznej Vive Kielce, większościowy właściciel spółek wchodzących w skład VIVE Group, prezes zarządu Vive Textile Recycling, największego przedsiębiorstwa branży recyklingu tekstyliów w Polsce.

## Życiorys
W latach 1976–1982 był piłkarzem AFC Ajax z Amsterdamu, jednak dalszą karierę uniemożliwiła mu kontuzja nogi.
W 1991 zamieszkał w Polsce. Stał się współwłaścicielem małej hurtowni odzieży używanej, mieszczącej się wówczas w Szczukowskich Górkach, dzięki wykupieniu 25 procent jej udziałów. Po pożarze, który w nocy z 7 na 8 października 2002 strawił prawie cały towar i zabudowania, odbudował firmę, przenosząc ją do Kielc (do hal należących wcześniej do Chemaru).
W 2002 stał się właścicielem klubu piłki ręcznej Kolporter Kielce (przemianowanym na Vive Kielce), który od tego czasu (do 2017 włącznie) dziewięć razy wywalczył mistrzostwo Polski, zdobył 12 pucharów kraju i w sezonie 2015/2016 wygrał rozgrywki Ligi Mistrzów. Do 2023 pełnił funkcję jego prezesa.
W 2003 otrzymał od prezydenta Kielc Wojciecha Lubawskiego Nagrodę Miasta Kielce za propagowanie sportu i działania na rzecz rozwoju miasta. Jest założycielem fundacji VIVE Serce Dzieciom pomagającej chorym i niepełnosprawnym dzieciom oraz Klubu STU działającego na rzecz rozwoju Kielc i regionu, który zrzesza firmy z regionu świętokrzyskiego.
W 2012 złożył wniosek o nadanie polskiego obywatelstwa, które otrzymał pod koniec 2014.

## Odznaczenia i wyróżnienia
- Krzyż Kawalerski Orderu Odrodzenia Polski (2011), nadany przez prezydenta RP Bronisława Komorowskiego (w uznaniu wybitnych zasług w działalności na rzecz osób potrzebujących pomocy, za szczególne osiągnięcia w pracy organizacyjnej i społecznej)[4]
- Odznaka Honorowa Województwa Świętokrzyskiego (2016)[5]
- Odznaka Diamentowa z Wieńcem „Za zasługi dla Piłki Ręcznej” (2012)[6]
- Tytuł „Człowieka Sportu” w plebiscycie „Świętokrzyskie Gwiazdy Sportu 2002” (2003)[7]
- Tytuł „Ambasadora Świętokrzyskiego Sportu” (2012) w plebiscycie „Echo Dnia”[8]
- Tytuł „Człowieka Roku 2016” (2017) w plebiscycie „Echo Dnia”[9]
- Świętokrzyska Victoria w kategorii „osobowość” (2017)[10]